# Тузлівський район
Тузлівський район — колишній район Ізмаїльської і Одеської областей з центром у селі Тузли.

## Історія
Утворений 11 листопада 1940 у складі Аккерманської області.
7 грудня 1940 обласний центр перенесено до Ізмаїла, а область перейменовано на Ізмаїльську.
Після захоплення румунськими та німецькими військами, з 19.07.1941 до 25.08.1944 територія Ізмаїльської області перебувала під владою Румунського королівства в складі Губернаторства Бессарабія.
15 лютого 1954 року Ізмаїльську область скасували, її райони ввійшли до складу Одеської області.
Ліквідований 21 січня 1959 віднесенням території до Білгород-Дністровського, Саратського і Татарбунарського районів.